# FC Costuleni
El FC Costuleni fue un club de fútbol moldavo de la ciudad de Costuleni, fundado en 1983. El equipo disputaba sus partidos como local en el CSR Orhei y jugó en la Divizia Națională hasta la temporada 2014/15.

## Palmarés
- Divizia A (1): 2009-10
- Divizia B (1): 2008-09